# مارك سلونيم
مارك ليفوفيتش سلونيم (بالروسية: Марк Льво́вич Сло́ним) (من مواليد 23 مارس عام 1894 – 1976)، هو سياسي روسي وناقد أدبي، يعرف باسم مارك أو ماركو سلونيم. كان طيلة حياته عضوًا في الحزب الثوري الاشتراكي وشغل منصب نائب بيسارابيا في الجمعية التأسيسية الروسية عام 1917.
انضم إلى حكومة سمارا في المراحل الأولى من الحرب الأهلية، إذ عارض البلاشفة والعناصر المحافظة للحركة البيضاء. وكان سلونيم الذي ترأس وفد بلاده الخارجي، قد مارس ضغوطًا غير ناجحة لعودة بيسارابيا إلى روسيا خلال مؤتمر باريس للسلام. بعد إقامة قصيرة في توسكانا، استقر في تشيكوسلوفاكيا في عام 1922، كمحرر مجلة فوليا روسيي.
كان سلونيم أيضًا متخصصا أدبيًا متدربا في إيطاليًا، وقد أصبح منظرًا أدبيًا وكاتبًا في العواميد الصحفية. ومن هذا الموقع المتميز، شجع على الجانب الليبرالي التقدمي والحداثي من المثقفين المهاجرين البيض. وقد جادل سلونيم ضد المحافظين مثل زينايدا غيبيوس أن المنفيين يحتاجون إلى تقدير التغيرات التي تحدث في الاتحاد السوفييتي وأصبح واحدًا من أوائل المروجين للكتاب السوفييت في الغرب. وكان أيضًا واحدًا من المؤيدين الرئيسيين للشاعرة مارينا تسفيتايفا (وصديقاً حميمًا لها).
انتقل سلونيم إلى باريس في عام 1928 بعد اقتناعه بأن الأدب الروسي في المنفى قد مات في واقع الأمر، وبوصفه مناهضًا للفاشية، انفتح على الوطنية السوفييتية. وكانت الاتصالات التي أجراها في الثلاثينات مع الاتحاد من أجل العودة إلى الوطن مثيرة للجدل بصفة خاصة. وقد هرب من الحرب العالميّة الثّانية ووصل إلى الولايات المتّحدة على متن سفينة الشحن إس إس نافمار، حيث قضى الأربعينات والخمسينيات كمدرّس في كلية سارة لورانس. واستمر في نشر الكتب الدراسية والأدبية الروسية، حيث اطلع الجمهور الأمريكي على الاتجاهات الرئيسية للشعر والخيال السوفيتي. أمضى سنواته الأخيرة في جنيف حيث قام بترجمة كتاب الحمامة الفضية للكاتب أندريا بيليه وعمل بشكل متقطع على مذكراته.

## سيرته الذاتية

### نشاطاته المبكرة
ولد سلونيم في ميناء أوديسا التابع للإمبراطورية الروسية (الذي يوجد الآن في أوكرانيا)، وإن كانت بعض المصادر تفيد بأنه ولد في بلدة نوفغورود – سيفرسكي في محافظة تشيرنييف. وكان والداه من الطبقة المتوسطة العليا من المثقفين اليهود الروس، وكان عم سلونيم الناقد الأدبي يولي أيخنفالد. كما كان الناقد المستقبلي يفسي لازاريفيتش سلونيم من الأقارب البعيدين، وأصبحت ابنته فيرا يفسييفنا زوجة الروائي فلاديمير نابوكوف.
وفقًا لما قاله عالم الروسيات ميشيل أوكوتورييه، فإن مذكرات سلونيم تظهره كرجل واسع العلم وخبير بالمبادئ الجمالية، وأن (تعاطفه الاشتراكي) عزز بواسطة الثورة الروسية فحسب. وأثناء إكمال دراساته الثانوية في الجمنايزوم في أوديسا، دخل سلونيم في اتصال مع الثوريين الاشتراكيين (أو الحزب الثوري الاشتراكي كما يرمز له بـ إيسر)، وأصبح تابعًا لهم مثل شقيقه الأكبر فلاديمير من قبله. وقد حرضهم التطرف ضد والدهم، الذي دعم حزب كاديت المعتدل الليبرالي.
وكان سلونيم، الذي اعتبر نفسه اشتراكيًا ليبرتاريًا وليس ماركسيًا، يعمل على إنشاء (دوائر تعليم ذاتي)، ناشرًا وثائق محظورة بين الطلاب والحرفيين والعمال، وسافر إلى أوروبا للاجتماع مع أوسيب ماينور. وقال إنه فيما يتذكر في الستينيات: «لقد ذهلت قيادة الحزب الثوري الاشتراكي لاكتشافها أن معظم القائمين على العمل في أوديسا والمنطقة المجاورة صبيان وفتيات من سن 16 أو 17 سنة».
ووفقاً لمصادر لاحقة، فقد لفت انتباه أوكرانا (الشرطة السرية السياسية للإمبراطورية الروسية) إلى هذا الأمر وغادر روسيا سرًا. ودرس الفلسفة والأدب في جامعة فلورنسا من عام 1911، حيث حصل على درجة الدكتوراه في عام 1914، ونشر في إيطاليا ترجمة لحلقة شعرية للشاعر إيفان تورجينيف عن الشيخوخة. وأصبح سلونيم أيضًا بحلول عام 1918خريج جامعة سانت بطرسبرغ الإمبراطورية.
اتبع سلونيم عند بداية الحرب العالمية الأولى خطًا دفاعيًا من التيار الرئيسي لـ (حزب إيسر)، داعمًا التزام روسيا للحلفاء، وخدم في الجيش الإمبراطوري. وقد ألقته ثورة فبراير على الجبهة الرومانية، ولكنه سرعان ما عاد إلى بتروغراد، حيث (كتب عنه أوكتورير: «مواهبه كداعية ومخطِّط سرعان ما جعلته أحد مشاهير حزبه»).
وأيد سلونيم الحكومة الروسية المؤقتة وسياساتها (الدفاعية) ضد اليساريين من الحزب الثوري الاشتراكي، ومع وجود مناظرات عامة ضد فلاديمير كاريلين وماريا سبيريدونوفا. ووفقا لما ذكره سلونيم، فإنه كان أحد الشباب الذين تُركوا مسؤولين عن عمل الحزب: وكان أكبر من كانوا في الحكومة أو منهمكين بالعمل في مجالس السوفيات من نواب العمال والجنود.

### الجمعية التأسيسية ومؤتمر باريس
ادعى سلونيم في مذكراته أنه توقع الخطر الذي شكله البلاشفة المُعاد تنظيمهم، بعد أن سمعوا زعيمهم فلاديمير لينين يتحدث. إذ يتناقض مع الوحدة البلشفية مع تردد وطائفية الحزب الثوري الاشتراكي.
وكان لا يزال ناشطًا بعد ثورة أكتوبر التي وضعت روسيا تحت قيادة البلشفية من مفوضي مجالس الشعب. وقد أصبح سلونيم مرشحًا للجمعية التأسيسية الروسية في الانتخابات التي جرت في 25 نوفمبر في جنوب غرب مقاطعة بيسارابيا.
وقد تولى فوزًا ساحقًا بمقعده في الحزب الثوري الاشتراكي، وكان أصغر عضو برلماني يبلغ من العمر 23 عامًا. وشكلت بيسارابيا بعد أيام حكومتها بوصفها الجمهورية الديمقراطية المولدوفية، وظلت مترددة بشأن مستقبلها داخل الجمهورية الروسية. وكانت انتخابات الجمعية التأسيسية فوضوية، ولم تسجل النتائج بالكامل قط.
وكان سلونيم حاضرًا في الجمعية صباح 19 يناير عام 1918 عندما حل البلاشفة بالقوة وأطلقوا النار على الجماهير الداعمة. وكان في الدولة الأوكرانية لفترة من الوقت يساعد غريغوري زيلبوورغ في وضع ورقة سرية أثارت غضب البلاشفة والقوميين الأوكرانيين. ثم فر بعد ذلك إلى سمارا حيث شكلت الجمعية التأسيسية أعضاء لجنة حكومتها.
انضم إلى هذه اللجنة، ثم انتقل بعد اندماجها في الحكومة الروسية المؤقتة إلى أومسك. ومع سيطرة الحرب الأهلية الروسية على الريف، تبع سلونيم الفيلق التشيكوسلوفاكي وأصبح صديقًا لقادته، متجولًا عبر سيبيريا تحت اسم مستعار. ومع ذلك، فإنه لم يحجب مفهوم تدخل الحلفاء، وانتقل إلى أقرب إلى اليسار من الحزبيين الثوريين الاشتراكيين. وأرسله حزبه إلى الخارج كعضو في وفد بلاده الخارجي، والذي كان قائمًا في الأساس لإقناع الغرب بعدم الاعتراف بألكسندر كولتشاك كحاكم أعلى لروسيا.
فقد سلونيم جمهرته الانتخابية في بيسارابيان في نوفمبر من عام 1918عندما اتحدت المنطقة مع رومانيا. وقد أصبح الكاتب ناقدًا قويًا لهذا الاندماج، مدعيًا أن الهوية الرومانية في كل من رومانيا وبيسارابيا كانت ملفقة مؤخرًا من قبل مثقفين يفتقرون إلى التأييد الشعبي بين مزارعي مولدوفا (انظر المولدوفية).
زعم سلونيم أن عملية الاتحاد كانت قد بدأت بسبب الإمبراطورية الألمانية في أواخر عام 1917، باعتبارها خطوة مناهضة للبلاشفة، وبدعم من الروس الذين تجاهلوا (الكرامة الشخصية والوطنية). وبالبناء على مثل هذه الحجج، صَوَّر سلونيم الإمبراطورية الروسية باعتبارها كيانًا اقتصاديًا وظيفيًا وعضويًا، مشيرًا إلى أن بيسارابيا التي تشترك مع أوكرانيا بشكل أكبر من رومانيا.
وقال أيضًا إن روسيا لم تتخل عن بيسارابيا، ولم تحتلها المملكة الرومانية حقًا. واقترح أن يتحقق لم شمل بيسارابيا مع الدولة الروسية عاجلًا أو آجلًا. اقترح سلونيم الخروج من المأزق بتنظيم استفتاء لعصبة الأمم في جمهورية مولدوفا السابقة اعترافًا بوجود (جبهة موحدة) بين الحركة البيضاء وروسيا السوفييتية حول قضية بيسارابيان، ويرفض الباحث تشارلز أوبسون كلارك نظريته حول الإلهام الألماني للاتحاد، مشيرًا إلى أنه في الواقع هدف روماني تقليدي مع أنه يرى أن حسابات سلونيم من بين أفضل الحسابات من وجهة نظر روسية.
انضم سلونيم إلى فريق من الساسة وملاك الأراضي الذين عينوا أنفسهم، وادعوا أنهم يتحدثون باسم بيسارابيا، وحضروا مؤتمر باريس للسلام بهدف الضغط من أجل القضية الروسية. وكان من بين الأعضاء الاخرين في هذه الهيئة ألكسندر ن. كروبنسكي وألكسندر ك. شميدت وفلاديمير تسيغانكو وميهيل سافنغو. كان سلونيم، الذي انتدبه تسيغانكو، قد روج شائعات عن فظائع لم يسمع بها ارتكبها الجيش الروماني، مثل مذبحة 53 شخصًا في إحدى قرى مقاطعة هوتين، وتعذيب كثيرين آخرين. كما ادعى سلونيم في مقابلة له مع صحيفة (ليه هيومانيتيه) الناطقة باسم الحزب الشيوعي الفرنسي، أن الاشتراكيين تعرضوا للقمع، وأن الاتحاد غير المشروط قد صُوت عليه تحت تهديد المدافع الرشاشة. رفض النقابيون في بيسارابيان هذه التصريحات رفضًا تامًا، فنعى آيون إنكولونيت (الرئيس السابق لجمهورية مولدوفا) المقابلة بأنها (سخيفة)، في حين كتب مساعده آيون بيليفان إلى ليه هيومانيتيه ليؤكد من جديد أن الاتحاد يعبر عن الإرادة الحرة لشعب البيسارابيان. وفي ملاحظاته، أشار بليفان إلى سلونيم على أنه «متهرب من الخدمة ودجال ويهودي بيلاروسي».